# Igor Pavlov (programmeur)
Pour les articles homonymes, voir Pavlov.
Pour le perchiste russe homonyme, voir Igor Pavlov
 (mars 2018).
Si vous disposez d'ouvrages ou d'articles de référence ou si vous connaissez des sites web de qualité traitant du thème abordé ici, merci de compléter l'article en donnant les références utiles à sa vérifiabilité et en les liant à la section « Notes et références ».
Compléments
Développeur de 7-Zip, inventeur de LZMA, 7z et XZ
Igor Viktorovitch Pavlov (en russe : Игорь Викторович Павлов) est un programmeur indépendant de nationalité russe, auteur du célèbre logiciel de compression et d'archivage 7-Zip, des algorithmes de compression LZMA et LZMA2, et des formats d'archive .lzma, 7z et XZ.
Il a également participé au développement du programme d'archivage d'e-mail MailStore.
Il est également à l'origine de programmes moins connus, comme Document Press, 7-max, 7-benchmark, 777, BIX et UFA.